# Berlinerformaat
Het berlinerformaat is een term uit de krantenwereld. Dit formaat meet 315 mm x 470 mm (bladspiegel), en houdt het midden tussen het tabloid- en het traditionele broadsheetformaat. Enkele grote Europese bladen gebruiken het, zoals de Franstalige krant Le Soir (België), Le Monde (Frankrijk), La Repubblica en La Stampa in Italië, en The Guardian in het Verenigd Koninkrijk. De naam is afgeleid van de stad Berlijn; de Berliner Zeitung wordt echter niet op berlinerformaat gedrukt.
In het Nederlandse taalgebied werd het formaat onder andere gebruikt door de dagbladen De Morgen en Het Laatste Nieuws in België en door De Kanttekening (Rotterdam) in Nederland. In 2010 volgde het Nederlands Dagblad (tot 2015) en in 2013 Het Financieele Dagblad (tot 2018). Sinds 2012 worden ook de Belgische kranten De Tijd en L'Echo op dit formaat gedrukt.
In 2008 gaf Pieter Broertjes, hoofdredacteur van de Volkskrant, in een interview aan dat ook zijn krant wilde overstappen naar het berlinerformaat. Op 29 maart 2010 verscheen echter de eerste 'kleine' Volkskrant, op tabloidformaat. Een aantal zaterdagse bijlagen verschijnt wel op berlinerformaat.